# La Boissière-en-Gâtine
La Boissière-en-Gâtine is een gemeente in het Franse departement Deux-Sèvres (regio Nouvelle-Aquitaine) en telt 255 inwoners (2004). De plaats maakt deel uit van het arrondissement Parthenay.

## Geografie
De oppervlakte van La Boissière-en-Gâtine bedraagt 11,1 km², de bevolkingsdichtheid is 23,0 inwoners per km².
De onderstaande kaart toont de ligging van La Boissière-en-Gâtine met de belangrijkste infrastructuur en aangrenzende gemeenten.

## Demografie
Onderstaande figuur toont het verloop van het inwonertal (bron: INSEE-tellingen).